# Тёмный этаж
«Тёмный эта́ж» (дословный перевод — «Тёмные этажи́» или «Тёмные у́ровни»; англ. Dark Floors) — фильм ужасов финского режиссёра Пете Риски. Фильм приобрёл известность благодаря участию в нём финской хеви-метал группы Лорди.

## Сюжет
Девочка Сара проходит обследование в городской больнице. Врачи сообщают её отцу, что дочь неизлечимо больна, после чего мужчина решает искать другое лечебное учреждение. Он, Сара и ещё несколько человек спускаются вниз на лифте. Внезапно лифт отключается, а когда люди выходят наружу, то понимают, что кроме них никто не выжил. При попытке покинуть здание на людей нападает Привидение, которое старик Тобиас называет «Королевой крика». Его удаётся отогнать при помощи рентгеновской лампы.
На пытающегося уехать на лифте бизнесмена Джона нападает следующий монстр, однако Бену и охраннику Рику удаётся сбросить чудовище в шахту. Группа продолжает искать выход. На одном из этажей они находят множество трупов. На одном из них Тобиас находит диктофон с единственной записью: «Единственное верное решение — избавиться от девочки!».
На группу нападает следующий монстр. При попытке остановить его Рик погибает. Неожиданно все обнаруживают, что время остановилось. Бен и Эмили уходят за лекарствами для Сары. Джон решает отдать девочку демонам, однако на него нападает полуживой Тобиас. В схватке побеждает бизнесмен. Внезапно свет выключается и их охватывает песчаная буря. Это следующий монстр, который убивает Джона. С ним расправляется неожиданно появившийся Тобиас, который на этот раз погибает.
Бен и Эмили вместе с Сарой пытаются уйти через морг. Неожиданно мертвецы оживают и нападают на людей. Мужчине с дочкой удаётся найти в подвале больницы автомобиль, но медсестра становится жертвой нежити. Перед Сарой и его отцом возникает главный монстр. Тьма поглощает Бена, девочка остаётся один на один с чудовищем. «Свет не может быть во тьме», — говорит она ему. Монстр накрывает Сару тьмой, но её окружает свет...
Время отматывается назад, к начальной сцене, но без звука. Сара вновь просит карандаш (синий, а не красный, как в начале), к ней подходит Тобиас и говорит, что ему уже не холодно. Сара роняет карандаш и начинает кричать...

## Актёры
- Ноа Хантли — Бен
- Скай Беннетт — Сара
- Уильям Хоуп — Джон, бизнесмен
- Леон Херберт — Рик, охранник
- Рональд Пикап — Тобиас, бродяга
- Доминик МакЭллигот — Эмили, медсестра
- Филип Брезертон — Уолтер
- Томи Путаансуу — главный монстр
- Сампса Астала — чудовище
- Юсси Сюдянмаа — чудовище
- Самер эль-Наххал — чудовище
- Леена Пейса — чудовище